# Бавнагар
Бавнагар је град у Индији у држави Гуџарат. Према незваничним резултатима пописа 2011. у граду је живело 593.768 становника.

## Становништво
Према незваничним резултатима пописа, у граду је 2011. живело 593.768 становника.
| 1991.   | 2001.   | 2011.   |
| ------- | ------- | ------- |
| 402.338 | 511.085 | 593.768 |